# TVR Tuscan T400R
Chronologie des modèles (2001 - 2005)
La TVR Tuscan T400R est une voiture de course construite par le constructeur automobile britannique TVR. Elle est homologuée pour courir dans la catégorie N-GT, puis GT2 de la fédération internationale de l'automobile et de l'Automobile Club de l'Ouest. Elle est dérivée de la TVR Tuscan, d'où elle tire son nom.

## Aspects techniques
Le moteur de la TVR Tuscan T400R développe une puissance d'environ 400 ch.

## Histoire en compétition
En 2001, Rollcentre Racing exploite la TVR Tuscan T400R en championnat britannique des voitures de grand tourisme. Elle obtient trois poles position, deux victoires et une deuxième place,.
En 2003, deux TVR Tuscan T400R sont engagées aux 24 Heures du Mans, dans la catégorie GT.
En 2004, deux T400R sont engagées aux 24 Heures du Mans,,.